# Xantoconita
La  xantoconita es un mineral de la clase de los minerales sulfuros. Es un arseniosulfuro de plata, formado mediante la unión química o íntima de un sulfarsenito de plata con un sulfarseniato del propio metal, y muy pocas veces se presenta en cristales aislados y cuando lo hace aparece formando romboedros, en cuyo caso ofrece dos exfoliaciónes bastante fáciles, claras y bien determinadas, y es un mineral de la mayor rareza hallado primeramente en 1840 en Freiberg (Sajonia), acompañado de estaurosa, y a su composición se refiere el mineral llamado ritingerita, que viene a ser un sulfuro de plata y arsénico cristalizado en prismas oblicuos que se halló primeramente en Bohemia.

## Composición
- Cuerpo de bastante complicación molecular.
- Sulfoarseniuro de plata, conteniendo sulfuro arsenioso, combinado con otro sulfarseniuro, conteniendo sulfuro arsénico.

## Presentación
- De ordinario aparece constituyendo masas concrecionadas y no muy voluminosas, cuyo interior es cristalino.
- Se puede ver en esta estructura cristalina interna las formas romboédricas bastante perfectas y sin aparentes modificaciones.
- Es de color pardo rojizo.
- Los cristales y las masa cristalinas cuando se hallan en láminas delgadas dejan pasar la luz, que en este caso presenta color azul anaranjado.

### Dureza
- Uno de los minerales que más fácilmente se pueden rayar.
- En tal concepto se equipara al yeso.
- Tanto la raya como el polvo del mineral tiene color amarillo bastante puro y casi sin matiz alguno rojizo.

### Soplete
Al soplete, sosteniendo el fuego vivo durante algún tiempo se descompone y queda por residuo un glóbulo metálico blanco y brillante de plata pura.